# Brémoy
Brémoy és un municipi francès situat al departament de Calvados i a la regió de Normandia. L'any 2007 tenia 214 habitants.

## Demografia

### Població
El 2007 la població de fet de Brémoy era de 214 persones. Hi havia 76 famílies de les quals 16 eren unipersonals (4 homes vivint sols i 12 dones vivint soles), 16 parelles sense fills, 36 parelles amb fills i 8 famílies monoparentals amb fills.
La població ha evolucionat segons el següent gràfic:
Habitants censats

### Habitatges
El 2007 hi havia 95 habitatges, 78 eren l'habitatge principal de la família, 11 eren segones residències i 6 estaven desocupats. Tots els 95 habitatges eren cases. Dels 78 habitatges principals, 52 estaven ocupats pels seus propietaris i 26 estaven llogats i ocupats pels llogaters; 1 tenia dues cambres, 11 en tenien tres, 24 en tenien quatre i 42 en tenien cinc o més. 73 habitatges disposaven pel capbaix d'una plaça de pàrquing. A 34 habitatges hi havia un automòbil i a 40 n'hi havia dos o més.

### Piràmide de població
La piràmide de població per edats i sexe el 2009 era:
| Homes | Edats   | Dones |
| ----- | ------- | ----- |
| 0     | 95 o +  | 0     |
| 0     | 90 a 94 | 0     |
| 0     | 85 a 89 | 0     |
| 0     | 80 a 84 | 0     |
| 0     | 75 a 79 | 8     |
| 4     | 70 a 74 | 4     |
| 4     | 65 a 69 | 4     |
| 8     | 60 a 64 | 4     |
| 4     | 55 a 59 | 4     |
| 4     | 50 a 54 | 4     |
| 12    | 45 a 49 | 8     |
| 8     | 40 a 44 | 16    |
| 20    | 35 a 39 | 8     |
| 12    | 30 a 34 | 4     |
| 0     | 25 a 29 | 12    |
| 12    | 20 a 24 | 8     |
| 4     | 15 a 19 | 8     |
| 4     | 10 a 14 | 4     |
| 8     | 5 a 9   | 20    |
| 8     | 0 a 4   | 20    |

## Economia
El 2007 la població en edat de treballar era de 146 persones, 117 eren actives i 29 eren inactives. De les 117 persones actives 105 estaven ocupades (64 homes i 41 dones) i 12 estaven aturades (5 homes i 7 dones). De les 29 persones inactives 10 estaven jubilades, 9 estaven estudiant i 10 estaven classificades com a «altres inactius».

### Ingressos
El 2009 a Brémoy hi havia 79 unitats fiscals que integraven 228 persones, la mediana anual d'ingressos fiscals per persona era de 14.559 €.

### Activitats econòmiques
Dels 5 establiments que hi havia el 2007, 4 eren d'empreses de construcció i 1 d'una empresa classificada com a «altres activitats de serveis».
Dels 4 establiments de servei als particulars que hi havia el 2009, 1 era un paleta, 2 lampisteries i 1 perruqueria.
L'any 2000 a Brémoy hi havia 28 explotacions agrícoles que ocupaven un total de 900 hectàrees.

## Poblacions més properes
El següent diagrama mostra les poblacions més properes.